# Andreas Wortmann
Andreas Wortmann (* 1982) ist ein deutscher Informatiker und Professor für Softwaretechnik an der Universität Stuttgart in der Leitung des Instituts für Steuerungstechnik der Werkzeugmaschinen und Fertigungseinrichtungen (ISW). Seine Professur ist eine von vieren, die im Rahmen des InnovationsCampus Mobilität der Zukunft eingerichtet wurden.

## Werdegang
Wortmann war zunächst akademischer Oberrat am Lehrstuhl für Software Engineering der RWTH Aachen. Dort studierte er bis 2011 Informatik und Wirtschaftsinformatik auf Diplom. Danach promovierte 2016 er am Lehrstuhl für Software Engineering (SE), der RWTH Aachen, wofür er die Borchers-Plakette erhielt. 2021 habilitierte er sich dort.
Er erforscht Konzepte, Methoden und Werkzeuge der  modellgetriebenen Softwareentwicklung, neuartiger Modellierungstechniken, Softwarearchitektur für  cyber-physische Systeme, digitalen Zwillingen und deren Anwendungen in Automotive, Industrie 4.0 und Robotik.

## Schriften
- Andreas Wortmann: Model-Driven Architecture and Behavior of Cyber-Physical Systems (= Aachener Informatik-Berichte, Software Engineering; Band 50). Zugleich: Habilitationsschrift, Universität RWTH Aachen, 2021. Shaker Verlag, Düren 2021, ISBN 978-3-8440-8345-3.
- Kai Adam, Arvid Butting, Robert Heim, Oliver Kautz, Jérôme Pfeiffer, Bernhard Rumpe, Andreas Wortmann: Modeling Robotics Tasks for Better Separation of Concerns, Platform-Independence, and Reuse. Results of the iserveU Federal Research Project (= Aachener Informatik-Berichte, Software Engineering; Band 28). Shaker Verlag, Aachen 2017, ISBN 978-3-8440-5319-7.
- Andreas Wortmann: An Extensible Component & Connector Architecture Description Infrastructure for Multi-Platform Modeling (= Aachener Informatik-Berichte, Software Engineering; Band 25). Shaker Verlag, Aachen 2016, ISBN 978-3-8440-4724-0.

## Mitwirkung (Auswahl)
- Mitglied im Direktorium der European Association for Programming Languages and Systems
- Mitglied im Direktorium der Artificial Intelligence Software Academy, Graduiertenschule der Universität Stuttgart
- Mitglied der Redaktionsleitung des International Journal on Software and Systems Modeling (SoSyM)
- Mitglied der Redaktionsleitung des Journal of Object Technology (JoT)
- Mitglied im Steuerkreis der Engineering Digital Twins (EDTconf) Konferenz
- Mitglied im Steuerkreis des International Workshop on Robotics Software Engineering (RoSE)
- Mitglied im Steuerkreis des Modeling Language Engineering (MLE) workshop